# Noguera Pallaresa
La Noguera Pallaresa (en aranès arriu Noguèra Palharesa) és un riu pirinenc d'orientació nord-sud, afluent del Segre per la dreta. Neix al Pla de Beret, a la Vall d'Aran, a pocs metres del naixement de la Garona. A diferència del seu riu germà, que es dirigeix cap a Occitània i l'Atlàntic, la Noguera Pallaresa es dirigeix cap al sud i travessa els dos Pallars, dels quals és històricament l'eix de comunicació principal i va articular la vida d'aquestes comarques. Desemboca al riu Segre a Camarasa, a la comarca de la Noguera després d'un recorregut de 154 quilòmetres.

## Nom
En els documents altmedievals, en llatí tardà, apareix com a Flumen Nogaria (any 973). Flumen és riu en llatí. Tot i que a primera vista, el nom del poble sembla un compost de les paraules riu i noguer o noguera, és a dir, una vall drenada per un riu on abunden les nogueres, no és ben bé així. De fet hi ha quatre opcions. La primera és la de l'arbre noguera o noguer. La segona ve del llatí amnis naucaria, contret en naucaria ja en llatí mateix, que indicava el transport de troncs d'arbres lligats entre ells i barranquejats riu avall. La tercera del mot arcaic neera, procedent del llatí nigra, negre. I la quarta opció és un origen àrab nugaira, cavitat, congost, fondalada, depressió.
Joan Coromines explica a l'Onomasticon Cataloniae que les diferents formes documentades del poble i de la vall: villa de Rivonugario (974), Noagario (possible error per Naogario) i Rium Nogarium (982), etc. avalen l'opció de «naucaria».

## Geografia
La conca del riu té una superfície de 2.821 quilòmetres quadrats, i representa el 12,22% de la conca del Segre. Pot dividir-se en dues parts:

### Alt Noguera Pallaresa
Comprèn des de la capçalera del riu fins a la cua de l'embassament de Talarn. Es tracta d'una conca de recepció de 1.931 quilòmetres quadrats i recull les aportacions del riu principal i dels afluents Bonaigua, Unarre, Escrita, Noguera de Cardós, Santa Magdalena, i Flamicell. Es tracta en general d'una zona d'alta muntanya, des dels Pirineus i la zona alta de les serres prepirinenques
Primer flueix un curt tram per la Vall d'Aran, al municipi de Naut Aran, on passa davant del Santuari de Montgarri. Després entra en el Pallars Sobirà i gira cap al sud. Travessa els termes municipals d'Alt Àneu, Esterri d'Àneu, la Guingueta d'Àneu, Llavorsí, Rialb, Sort, Soriguera i Baix Pallars.
Després de travessar el congost de Collegats, entra en el Pallars Jussà, on troba els termes de la Pobla de Segur i Gavet de la Conca. El Flamisell hi desguassa per la dreta pocs metres després de passar la vila vella de la Pobla de Segur, a la cua del pantà de Sant Antoni que subministra aigua per a la central hidroelèctrica de Talarn.

#### Marc orogràfic
La conca de l'Alt Noguera Pallaresa s'estructura a partir de quatre elements principals.
- En primer lloc trobem tres valls de capçalera que transcorren en direcció nord-sud i que corresponen a tres subcomarques naturals ben delimitades per les conques d'afluents del Noguera Pallaresa: les valls d'Àneu, que inclou la vall de Bonabé, per on flueix el Noguera Pallaresa des del seu naixement al pla de Beret, la vall de Cardós i la vall Ferrera, on s'alça la Pica d'Estats, el pic més alt de la conca amb 3.144 metres. El relleu de totes tres ha estat modelat per acció glacial. Es ben palesa la forma d'U de la cubeta d'Esterri, que és la més gran en extensió (6,5 X 1,5 quilòmetres) i en profunditat  (vora de 400 metres) de  totes les valls glacials prospectades als Pirineus.[6]
- En segon lloc trobem una vall central que s'estén des de Llavorsí fins al Congost de Collegats, la qual ha estat formada bàsicament per l'acció fluvial. Aquesta vall principal també estructura la xarxa viària de la comarca, transcorre sinuosament del nord al sud i està formada per congostos al llarg de tot el seu recorregut, intercalats per petits eixamplaments on històricament s'ha assentat els pobles. Passat el Congost de Collegats, la  vall s'eixampla fins a arribar a la Pobla de Segur, punt de confluència de la conca del riu Flamisell i la Conca de Dalt.
- En tercer lloc una sèrie de valls transversals, com la Ribalera o la vall d'Àssua, que conflueixen al Noguera Pallaresa.
- Per acabar de completar l'estructura orogràfica de la zona cal afegir-hi la vall Fosca, vall d'orientació nord-sud per la que transcorre el riu Flamisell fins que tomba cap a l'est per formar el congost d'Erinyà i desaiguar al Noguera Pallaresa, del qual és l'afluent més cabalós. La capçalera de la vall es de formació glacial i està coronat per altes muntanyes com el Pic de Peguera de 2.982,7 metres.

### Baix Noguera Pallaresa
Abasta des de l'embassament de Talarn fins a la desembocadura al Segre. Amb una conca de 890 quilòmetres quadrats, es tracta del tram veritablement regulat entre els embassaments de Sant Antoni a Talarn, Terradets i Camarasa. Rep en aquesta part les aportacions dels afluents Carreu, Conques i Barcedana, tots ells pel marge esquerra del Noguera. Pel marge dret rep el tributari llau de Rodelló.
Passat el desguàs del Flamisell al Noguera, passa per Conca de Dalt, Salàs de Pallars, Talarn on hi ha la presa del pantà de Talarn, Isona i Conca Dellà, Tremp, Castell de Mur, i Llimiana i torna a quedar embassat prop de la vila de Guàrdia de Noguera, al pantà dels Terradets.
Immediatament després de l'embassament dels Terradets entra en el congost dels Terradets, que dona nom al pantà, lloc per on travessa la serra del Montsec. Desguassa a la riba dreta del Segre pocs kilòmetres després d'abandonar les comarques que li donen nom, just abans que el Segre arribi al pantà de Camarasa, pantà format sobre el curs de la Noguera Pallaresa, ja dins de la comarca de la Noguera. En aquest tram toca els termes municipals d'Àger i Camarasa, de la Noguera. En total fa uns 154 quilòmetres de longitud.

#### Marc orogràfic
El Baix Noguera Pallaresa continua en direcció nord-sud, però és una conca limitada per quatre serralades prepirinenques. Les que van en sentit est-oest estan travessades pel Noguera Pallaresa. La Serralada Interior és la septentrional, i formada per les serres de Sant Gervàs, Peracalç i Boumort, amb altituds que van de 1.350 a 2.076 m, tallades pels congosts d'Erinyà i Collegats, on s'escolen el Flamisell i la Noguera Pallaresa.
La Serralada Exterior, meridional, separa les comarques del Pallars Jussà i Noguera, és el murallam calcari del Montsec, que davalla suaument cap a la conca de Tremp en contrast amb les abruptes cingleres del vessant sud només fendides pel congost de Terradets, per on surt la Noguera Pallaresa per desaiguar al Segre un cop ha travessat el pantà de Camarasa.
El límit oriental del baix Noguera Pallaresa està definit per la serra de Comiols, que marca el límit amb la conca del Segre, i l'occidental per les serres Castellet i Montallobar que fan frontera amb la conca de la Noguera Ribagorçana.

## Afluents
El relleu muntanyós de la conca, amb nombroses valls, ha configurat una xarxa de rius i barrancs que desaigüen a la Noguera Pallaresa.
|        |        |                        |                        |                        |                        |                        |                        |               |                        |                     |
| Branca | Branca | Nom afluent            | Nom afluent            | Nom afluent            | Nom afluent            | Nom afluent            | Desembocadura          | Longitud (km) | Superfície conca (km²) | Sub-conca           |
| E      | -      | Riu Fred               | Riu Fred               | Riu Fred               | Riu Fred               | Riu Fred               | Noguera Pallaresa      |               |                        | Coma dera Gireta    |
| -      | D      | Riu d'Àrreu            | Riu d'Àrreu            | Riu d'Àrreu            | Riu d'Àrreu            | Riu d'Àrreu            | Noguera Pallaresa      |               | 20                     | Vall d'Àrreu        |
| -      | D      | Riu de la Bonaigua     | Riu de la Bonaigua     | Riu de la Bonaigua     | Riu de la Bonaigua     | Riu de la Bonaigua     | Noguera Pallaresa      | 13,21         | 43,9                   | Vall de la Bonaigua |
| -      | -      | -                      | Barranc de Gerber      | Barranc de Gerber      | Barranc de Gerber      | Barranc de Gerber      | Bonaigua               |               | 7                      | Vall de Gerber      |
| -      | -      | -                      | Riu de Cabanes         | Riu de Cabanes         | Riu de Cabanes         | Riu de Cabanes         | Bonaigua               |               | 7                      | Vall de Cabanes     |
|        | -      | Esterri d'Àneu         | Esterri d'Àneu         | Esterri d'Àneu         | Esterri d'Àneu         | Esterri d'Àneu         |                        |               |                        |                     |
| E      | -      | Riu d'Unarre           | Riu d'Unarre           | Riu d'Unarre           | Riu d'Unarre           | Riu d'Unarre           | Noguera Pallaresa      | 10            | 45,1                   | Vall d'Unarre       |
| -      | D      | Escrita                | Escrita                | Escrita                | Escrita                | Escrita                | Noguera Pallaresa      |               | 79,9                   | Vall de l'Escrita   |
| -      | -      | -                      | Riu de Peguera         | Riu de Peguera         | Riu de Peguera         | Riu de Peguera         | Escrita                |               |                        | vall de Peguera     |
| -      | D      | Riu d'Escart           | Riu d'Escart           | Riu d'Escart           | Riu d'Escart           | Riu d'Escart           | Noguera Pallaresa      |               |                        |                     |
| -      | D      | Riu Baiasca            | Riu Baiasca            | Riu Baiasca            | Riu Baiasca            | Riu Baiasca            | Noguera Pallaresa      |               |                        |                     |
|        | -      | Llavorsí               | Llavorsí               | Llavorsí               | Llavorsí               | Llavorsí               |                        |               |                        |                     |
| E      | -      | Noguera de Cardós      | Noguera de Cardós      | Noguera de Cardós      | Noguera de Cardós      | Noguera de Cardós      | Noguera Pallaresa      | 30            | 412                    | Vall de Cardós      |
| -      | -      | -                      | Riu de Romedo          | Riu de Romedo          | Riu de Romedo          | Riu de Romedo          | Noguera de Cardós      |               |                        |                     |
| -      | -      | -                      | Riu de Tavascan        | Riu de Tavascan        | Riu de Tavascan        | Riu de Tavascan        | Noguera de Cardós      |               |                        |                     |
| -      | -      | -                      | Riu d'Estaon           | Riu d'Estaon           | Riu d'Estaon           | Riu d'Estaon           | Noguera de Cardós      |               |                        | Vallat d'Estaon     |
| -      | -      | -                      | Noguera de Vallferrera | Noguera de Vallferrera | Noguera de Vallferrera | Noguera de Vallferrera | Noguera de Cardós      | 27            | 137,0                  | Vall Ferrera        |
| E      | -      | Riu de Santa Magdalena | Riu de Santa Magdalena | Riu de Santa Magdalena | Riu de Santa Magdalena | Riu de Santa Magdalena | Noguera Pallaresa      | 16            | 109,8                  | la Ribalera         |
| -      | -      | -                      | Barranc de Tressó      | Barranc de Tressó      | Barranc de Tressó      | Barranc de Tressó      | Riu de Santa Magdalena |               |                        |                     |
|        | -      | Rialp                  | Rialp                  | Rialp                  | Rialp                  | Rialp                  |                        |               |                        |                     |
| -      | D      | Torrent de Sant Antoni | Torrent de Sant Antoni | Torrent de Sant Antoni | Torrent de Sant Antoni | Torrent de Sant Antoni | Noguera Pallaresa      |               |                        | vall d'Àssua        |
| -      | -      | -                      | Barranc de Pamano      | Barranc de Pamano      | Barranc de Pamano      | Barranc de Pamano      | Torrent de Sant Antoni |               |                        | vall d'Àssua        |
| -      | -      | -                      | Riu de Berasti         | Riu de Berasti         | Riu de Berasti         | Riu de Berasti         | Torrent de Sant Antoni |               |                        | vall d'Àssua        |
| -      | -      | -                      | Riu de Caregue         | Riu de Caregue         | Riu de Caregue         | Riu de Caregue         | Torrent de Sant Antoni |               |                        | vall d'Àssua        |
|        | -      | Sort                   | Sort                   | Sort                   | Sort                   | Sort                   |                        |               |                        |                     |
| -      | D      | Riu d'Escós            | Riu d'Escós            | Riu d'Escós            | Riu d'Escós            | Riu d'Escós            | Noguera Pallaresa      |               |                        |                     |
|        | -      | Gerri de la Sal        | Gerri de la Sal        | Gerri de la Sal        | Gerri de la Sal        | Gerri de la Sal        |                        |               |                        |                     |
| E      | -      | Riu Major              | Riu Major              | Riu Major              | Riu Major              | Riu Major              | Noguera Pallaresa      |               |                        |                     |
| E      | -      | Barranc de l'Infern    | Barranc de l'Infern    | Barranc de l'Infern    | Barranc de l'Infern    | Barranc de l'Infern    | Noguera Pallaresa      |               |                        |                     |
|        | -      | La Pobla de Segur      | La Pobla de Segur      | La Pobla de Segur      | La Pobla de Segur      | La Pobla de Segur      |                        |               |                        |                     |
| -      | D      | Flamisell              | Flamisell              | Flamisell              | Flamisell              | Flamisell              | Noguera Pallaresa      | 32            | 348,6                  | vall Fosca          |
| -      | -      | -                      | Riu de Riqüerna        | Riu de Riqüerna        | Riu de Riqüerna        | Riu de Riqüerna        | Flamisell              |               |                        | vall Fosca          |
| -      | -      | -                      | Riu Bòssia             | Riu Bòssia             | Riu Bòssia             | Riu Bòssia             | Flamisell              |               |                        | Vall de Bellera     |
| E      | -      | Riu de Carreu          | Riu de Carreu          | Riu de Carreu          | Riu de Carreu          | Riu de Carreu          | Pantà de Sant Antoni   |               |                        |                     |
|        | -      | Tremp                  | Tremp                  | Tremp                  | Tremp                  | Tremp                  |                        |               |                        |                     |
| E      | -      | Riu de Conques         | Riu de Conques         | Riu de Conques         | Riu de Conques         | Riu de Conques         | Noguera Pallaresa      |               |                        |                     |
| -      | -      | -                      | Riu d'Abella           | Riu d'Abella           | Riu d'Abella           | Riu d'Abella           | Conques                |               |                        |                     |
| E      | -      | Barranc de Barcedana   | Barranc de Barcedana   | Barranc de Barcedana   | Barranc de Barcedana   | Barranc de Barcedana   | Pantà dels Terradets   |               |                        | vall de Barcedana   |

## Clima
Atesa la direcció Nord-Sud del recorregut del riu, el clima varia a mesura que les aigües es desplacen cap a la desembocadura. La meitat septentrional de la conca, el Pallars Sobirà i la vall Fosca, s'inclou dins l'àrea de clima d'alta muntanya. En general el clima és fred, amb temperatures mitjanes anuals baixes, per sota dels 10 °C gairebé arreu. Aquesta és la temperatura mitjana de Llavorsí, a 815 metres d'altitud. Però amb l'altitud les temperatures baixen bruscament, a causa del desnivell sobtat dels vessants. Per damunt dels 2.000 metres, les mitjanes se situen per sota dels 3,5 °C.
La meitat meridional, el Pallars Jussà i la petita part de la Noguera, té una climatologia mediterrània prepirinenca, amb unes temperatures fredes a l'hivern, per sota dels tres graus de mitjana al gener i un període de glaçades que s'allarga des del novembre a l'abril. A l'estiu, fora dels indrets d'alta muntanya, la temperatura pot ser força elevada, i ateny els 23 graus de mitjana al juliol.
La precipitació mitjana de la conca de la Noguera Pallaresa per al període 1920-2002 varia entre els 1.100 mm/any a la capçalera del riu Flamisell i els 330 mm/any a la desembocadura al Segre. En general els valors més alts s'assoleixen en la marge dreta de la conca alta del Noguera Pallaresa i a la part alta i mitjana del Flamisell. Amb les dades de precipitació disponibles fins al moment es pot concloure que no s'observa una tendència estadística significativa a una disminució de les precipitacions en aquesta conca.
Les precipitacions més abundants es produeixen a la tardor i primavera i les menors a l'hivern i estiu. A la zona de capçalera la precipitació hivernal sol fer-se en forma de neu. La temperatura mitjana varia entre 4 °C a la capçalera de la Noguera Pallaresa i 13 °C a la part baixa de la conca. Les temperatures més càlides es donen en els mesos d'estiu i les més fredes a l'hivern. Els mesos més calorosos són juliol i agost i els més freds desembre i gener. Les temperatures mínimes absolutes menors es donen a la zona de capçalera.

### Revingudes
Periòdicament episodis de grans pluges, sovint agreujades per desgels a la primavera, han provocat fortes revingudes al Noguera Pallaresa i als seus afluents. Al llarg del segle xx s'han produït diverses crescudes del riu.
| Any  | Mes           | Riu                           | Localitats afectades |
| ---- | ------------- | ----------------------------- | --- |
| 1907 | Octubre       | Noguera Pallaresa i afluents  | Esterri, Sort, Pobla de Segur (suportà un cabal de 900 m3/s del Noguera Pallaresa i 500 m3/s del Flamisell). En general, tota la conca restà afectada. |
| 1937 | Octubre       | Flamisell i Noguera Pallaresa | Tota la vall Fosca (Capdella 500 m3/s) i les valls d'Àneu. 900 m3/s a la Pobla de Segur i 1.300 m3/s a Tremp. |
| 1963 | Juliol, Agost | Noguera Pallaresa             | Pobla de Segur |
| 1963 | Novembre      | Barranc de Sant Antoni        | Rialp |
| 1967 | Novembre      | Flamisell i Noguera Pallaresa | |
| 1971 | Abril         | Noguera Pallaresa             | Collegats, amb 1.000 m3/s |
| 1982 | Novembre      | Noguera Pallaresa i afluents  | Presa de Borén (111 m3/s), Esterri d'Àneu, la Guingueta d'Àneu, presa de la Torrassa (253 m3/s), Rialp, Llavorsí, Pobla de Segur (800 m3/s), A la central de Camarasa (1.300 m3/s) les sales de turbines i alternadors totalment inundades. En general, tota la conca. |
| 1983 | Setembre      | Flamisell i Noguera Pallaresa | Llavorsí, Pobla de Segur, Senterada |
| 1984 | Novembre      | Noguera Pallaresa             | Embassaments de Borén i la Torrassa |

### Aportacions naturals
El règim hidrològic natural de la conca respon a un comportament de tipus nivopluvial. Aquest règim d'alimentació està caracteritzat tant per neus com per pluges. Es dona en rius que neixen entre els 2.000 i 2.500 metres d'altitud. El Noguera Pallaresa neix als 1.875 metres, però té afluents que neixen per sobre els 2.000 metres. Els rius amb aquest règim presenten un màxim als mesos de maig i juny, conseqüència del desgel i les precipitacions de primavera. Tot i això presenten un règim més modest que els rius de règim nival, donat que les aportacions en forma de neu no són tant abundants. A la tardor es poden donar màxims secundaris, gràcies a les aportacions de les precipitacions. No presenten mínim a l'estiu significatius.
S'estima que si no existissin consums d'aigua al riu Noguera Pallaresa, el recurs hídric mitjà seria de l'ordre de 1.327 hectòmetres cúbics/any (42,1 metres cúbics per segon).
Dèbit mitjà mensual (en hectòmetres cúbics) mesurat per a tota la conca del Noguera Pallaresa.

## Fauna i Flora

### Peixos
En general, la riquesa de la comunitat de peixos d'un curs fluvial augmenta en situacions naturals quan aquest perd pendent i guanya cabal, i també és proporcional a la superfície de cada conca. Les espècies que componen la comunitat de peixos varien des de la capçalera fins a la desembocadura —en augmentar l'ordre del riu— i segons els requisits ambientals de cadascuna: temperatura, velocitat de l'aigua, profunditat, tipus de substrat, etc. Als rius d'alta muntanya de la conca del Noguera Pallaresa dominen els salmònids, i a la resta la majoria de peixos autòctons corresponen a la família dels ciprínids.
Els peixos més comuns a la Noguera Pallaresa són la bavosa de riu, i la raboseta, ambdues autòctones, i el barb roig present a rius i estanys per que ha estat introduït com esquer -il·legal- en la pesca de la truita en els anys 1980 i 1990, i la truita de rierol, introduïda en els anys 1960. La truita comuna, espècia autòctona, es cria en els centres de recuperació de fauna ictiològica autòctona de Llavorsí i Escaló per augmentar-ne la població i fomentar el turisme de pesca.

### Aus
En les zones humides creades a les cues dels embassaments hi troben l'hàbitat diverses espècies d'ocells. De forma permanent hi habita l'ànec collverd, la merla d'aigua i la cuereta torrentera, la polla d'aigua i el bernat pescaire. En algun promontori prop del riu es pot trobar també el voltor comú. De setembre a abril es pot veure el corb marí gros.

## Història cultural

### Verdaguer
Jacint Verdaguer va fer llargues excursions pel Pirineu els estius de 1882 i 1883. Aquestes excursions tenien com a objectiu principal la composició de l'obra Canigó, per a la qual necessitava conèixer els indrets que descriuria en el poema. Mossèn Cinto feia les excursions vestit amb sotana, viatjant amb una maleta i un paraigües i acompanyat d'un guia local.
Lo Mall
A prop de la central d'Espot, aigües amunt de la Noguera Pallaresa, es troba lo Mall, un tros de ferro encastat a terra que sobresurt quasi un metre de terra. Una llegenda explica que es tracta de l'arma inacabada d'un gegant; la llegenda inspirà a Jacint Verdaguer un fragment del Canigó:
Tot passant pel pla d'Esterri
pel camí que baixa a Gerri
mal clavada en un llis d'herba,
ha ovirat, fèrria i superba,
la gran maça de Rotllan.
Tanmateix, estudis més recents relacionen aquestes peces de ferro (són dues) amb una farga que hi podia haver hagut en els entorns, potser a la Guingueta d'Àneu. La peça més gran, situada horitzontalment, és un mall de forjar, de mida mitjana, mentre que la vertical deu ser una enclusa gran.
Raiers
Al seu pas per la Pobla de Segur, el riu esdevé l'escenari i el principal protagonista de la festa del raiers, que se celebra cada any el primer diumenge de juliol. Mossèn Cinto Verdaguer parla d'ell en la tornada de la Cançó del raier quan diu:
Só fill del Noguera,
dins d'un rai nasquí,
ma esposa és raiera,
raier vull morir.

## Trets característics

### Principals poblacions
El Noguera Pallaresa travessa una regió amb pocs habitants, amb unes densitats de població molt baixes. Al sud de la conca es troba el municipi més gran.
- Esterri d'Àneu. Principal municipi de les valls d'Àneu, on els rius de Bonaigua i Unarre desemboquen al Noguera Pallaresa.
- Llavorsí. Punt on el Noguera de Cardós desemboca al Noguera Pallaresa. Seu de diverses empreses dedicades al ràfting, també allotja la del Parc Natural de l'Alt Pirineu.
- Sort. Capital del Pallars Sobirà. Seu de diversos campionats de piragüisme com el Mundial de Piragüisme d'Estil Lliure que s'hi celebrà l'any 2019. També fou la vila natal de Emili Riu i Periquet, personatge clau en la construcció de centrals hidroelèctriques a la conca del Noguera Pallaresa en la dècada de 1910.
- Gerri de la Sal. Situada entre els congosts d'Arboló i Collegats. L'activitat tradicional de la vila girava a l'entorn de la producció de la sal, i del comerç que s'hi generava.
- Pobla de Segur. Punt on el Flamisell desemboca al Noguera Pallaresa. A la veïna Pont de Claverol hi ha la seu del museu dels raiers.
- Tremp. Capital del Pallars Jussà

### Centrals hidroelèctriques
Tradicionalment els rius de la conca del Noguera Pallaresa han estat explotats per molins i serradores com la serradora d'Àreu. El primer projecte de grans dimensions d'aprofitament de les aigües del riu fou el que en el 1860 Francesc Mestres i Pujol va sol·licitar dur a terme per fer un canal de navegació i reg derivat del Noguera Pallaresa per fertilitzar el camp de Tarragona i posar en comunicació el port de Salou i la ciutat de Reus. Aquest projecte, i d'altres de posteriors, no va reeixir. En el segle XX s'hi van construir diverses centrals hidroelèctriques que van canviar totalment el curs del riu amb la construcció d'embassaments i conductes per l'aprofitament d'estanys. La construcció de centrals a la conca del Noguera passà per quatre etapes diferenciades:
- La primera etapa s'inicià quan la innovació del corrent altern feu possible el transport de l'electricitat a llargues distàncies, permetent ubicar la producció d'electricitat en els llocs més òptims per transportar-la tot seguit als centres de consum de Barcelona i els seus voltants. Les empreses protagonistes foren Energia Elèctrica de Catalunya i la Sociedad Productora de Fuerzas Motrices, que construïren les centrals de la conca del Flamicell, i Riegos y Fuerzas del Ebro, que ho feu a la del Noguera Pallaresa.
- Després de les grans inversions inicials i un cop Riegos y Fuerzas del Ebro absorbí Energia Elèctrica de Catalunya, el ritme constructiu es reduí. Es construïren centrals més petites i amb la novetat de ser automatitzades com les de Reculada i Plana de Mont-ros, controlades des de les més grans. L'excepció és la central de Camarasa, amb una potència que dobla la de Talarn.
- Passada la Guerra Civil, hi hagué un llarg parèntesi motivat per la caiguda de la demanda i la congelació de les tarifes.[13] A la conca alta del Noguera Pallaresa començà a operar una nova empresa, Hidroelèctrica de Catalunya, construint les centrals de la conca de l'Escrita i la d'Esterri d'Àneu. I Fecsa, successora de Riegos y Fuerzas del Ebro, construí les centrals de la conca del Noguera de Cardós.
- En la quarta etapa ja queden pocs espais aptes per construir una central hidroelèctrica. Fecsa torna a la capçalera del Flamicell, la ubicació de la primera central, i construeix una central reversible, la de Sallente-estany Gento.

|                      | Conca del Noguera Pallaresa                                                       | Sub-conca del Flamisell | Sub-conca de l'Escrita                                                                                  | Sub-conca del Noguera de Cardós                                                   |
| -------------------- | --------------------------------------------------------------------------------- | --- | --- | --------------------------------------------------------------------------------- |
| 1era etapa 1911-1920 | Central hidràulica de Sossís Central hidroelèctrica de Talarn Central de Camarasa | Central hidroelèctrica de Capdella Central Hidràulica de la Pobla de Segur Central hidroelèctrica del Congost Central hidroelèctrica de Molinos | |                                                                                   |
| 2a etapa 1921-1937   | Central hidroelèctrica de Reculada Central hidroelèctrica de Terradets            | Central hidroelèctrica de la Plana de Mont-ros                                                                                                  | |                                                                                   |
| 3era etapa 1950-1974 | Central d'Esterri d'Àneu                                                          | | Central hidroelèctrica de Sant Maurici Central hidroelèctrica d'Espot Central hidroelèctrica de Lladres | Central hidroelèctrica de Llavorsí Complex hidroelèctric de l'alta vall de Cardós |
| 4ta etapa 1975-1990  |                                                                                   | Central de Sallente-Estany Gento | |                                                                                   |

Al marge d'aquestes obres lligades a grans empreses, també hagueren iniciatives locals que construïren centrals més petites pel subministrament de llum als pobles més immediats, com la central Vella de Sort, la de Gerri de la Sal o la d'Esterri d'Àneu. I més recentment s'han fet de noves com les centrals de mini-hidràulica de la conca del riu de Santa Magdalena l'any 1997, encara que amb uns resultats incerts.
En altres rius de la conca del Noguera Pallaresa també s'hi construïren petites centrals en el primer terç del segle xx, com la central hidroelèctrica d'Esterri de Cardós, o la que s'instal·là a la serradora d'Àreu.
El gran nombre de centrals hidroelèctriques, així com la ubicació de la conca del Noguera Palleresa entre altres àrees productores com la vall d'Aran i el Pirineu aragonès i la gran zona de consum de Barcelona, han provocat la construcció d'un gran nombre de línies elèctriques d'alta tensió que voregen i creuen el riu en nombrosos punts, provocant un impacte negatiu en el paisatge i en la seguretat de les aus.

### Canals
Es van construir en relació amb la de les centrals hidroelèctriques, i formaven part de les compensacions que Riegos y Fuerzas del Ebro va acordar amb els ajuntaments afectats per les obres hidroelèctriques. Van permetre ampliar la superfície de regadiu de forma notable.
- canal de Sossís. Construït per alimentar la central hidràulica de Sossís.
- Canals de reg construïts a partir de la central hidroelèctrica de Talarn: canal de Gavet, canal de Dalt i Lo Canal.

### Embassaments
La conca del riu Noguera Pallaresa és regulada per embassaments en un 70 %, degut a la construcció de preses per a les centrals hidroelèctriques, amb una funció de subministrament d'aigua per a les centrals. Les seves preses també regulen el cabal de riu i deriven aigua per a regadius. A la funció industrial s'hi afegeix sovint la d'espai lleure esportiu. Els més rellevants són:
- Pantà de Borén. Construït a partir de la central d'Esterri d'Àneu. És el més petit dels embassaments, ocupant una superfície de 11,2 hectàrees i amb una capacitat és de 0,86 hectòmetres cúbics.
- Pantà de la Torrassa. Originat per la central hidroelèctrica d'Espot. Ocupa una superfície de 48 hectàrees i té una capacitat és de 2,1 hectòmetres cúbics.
- Pantà de Sant Antoni. Amb una superfície és de 927 hectàrees i una capacitat és de 205,10 hectòmetres cúbics, és el major dels embassaments de la conca. S'origina en la central hidroelèctrica de Talarn. En el moment de la construcció, la presa era la de més alçada d'Europa i la setena del món.[16] Està situat entre la Pobla de Segur i Tremp. Les seves dimensions d'onze quilòmetres de llargària i de fins a 4 d'amplada li permeten tenir la seu del Club Nàutic Sant Antoni.
- Pantà de Terradets. Ocupa una superfície de 330 hectàrees i té una capacitat de 33,19 hectòmetres cúbics. Construït a partir de la central hidroelèctrica de Terradets.
- Pantà de Camarasa. Té una superfície és de 624 hectàrees i una capacitat útil és de 163 hectòmetres cúbics. Origina en la central de Camarasa. També té un club nàutic, el C.N. La Massana. Addicionalment modula a l'estiu els regadius de Canal Auxiliar d'Urgell.[17]

En total, a la conca de la Noguera Pallares hi ha nou preses (alçada superior a quinze metres), catorze rescloses (alçada inferior a 15 metres) i cinc estacions d'aforament.
Aquestes barreres transversals, sense mesures correctores, impedeixen la continuïtat en el canal fluvial. Els peixos necessiten aquesta continuïtat per permetre la dispersió d'alevins i juvenils afavorint el reforçament del poblament de peixos autòctons –i evitar l'endogàmia-, restaurar el poblament natural -autòcton- de peixos en el curs del riu i per permetre la recolonització d'àrees afectades per abocaments i altres alteracions (incendis, etc.).
La millora de la connectivitat fluvial tant ha de permetre facilitar el desplaçament dels peixos riu amunt com riu avall, tot i que aquest darrer moviment sol ser més fàcil. No obstant això, en el cas de les grans preses hi ha moltes complicacions en els mecanismes o sistemes de migració o dispersió riu avall.
La continuïtat en el canal fluvial té per mètrica l'Índex de Continuïtat Fluvial (ICF), el qual mesura el nombre i la valoració de les barreres ubicades al riu. Els valors oscil·len en I (molt bo) i V (dolent). A desembre de 2006, a la conca del Noguera Pallaresa la majoria de les barreres no tenen dispositius de pas per a peixos. De les que si en tenen, el valor de l'ICF de cada una d'elles és dolent, amb les úniques excepcions de la resclosa de la central hidroelèctrica de Llavorsí (nivell IV, dolent) i les rescloses de les centrals hidroelèctriques de Montenartró i Mal Pas (ambdues de nivell III, mediocre) situades al riu de Santa Magdalena.

### Àrees naturals protegides
Malgrat la forta intervenció humana en el riu i a tota la conca en general, l'existència del riu crea uns habitats humits que allotgen una fauna molt diversa. Aquest hàbitats formen part de la Xarxa Natura 2000 i del Pla d'Espais d'Interès Natural.
- Mollera d'Escalarre. Ubicada al nord de la conca, a la Guingueta d'Àneu. Aquesta zona humida està situada dins el Parc Natural de l'Alt Pirineu i està protegida també com a espai del Pla d'Espai d'Interès Natural Alt Pirineu.
- Congost de Collegats. Forma part de l'Espai natural de Noguera Pallaresa-Collegats, o Collegats- Queralt, dins del Pla d'Espais d'Interès Natural (PEIN).
- Cua del Pantà de Terradets. Aquesta zona es localitza a l'interior de l'espai del PEIN «Serra del Montsec».
- Sector Palanca de l'embassament de Camarasa. Situat a la cua de l'embassament, aquesta zona humida està inclosa dins l'espai del PEIN Serra del Montsec.

Addicionalment, a la conca alta del riu hi ha dos parcs naturals que son origen d'afluents del curs alt del Noguera; al vessant oriental del parc Nacional d'Aigüestortes i Estany de Sant Maurici neix el riu Escrita que desemboca a la dreta del Noguera Pallaresa, com també ho fa el Flamisell que neix a Capdella, mentre que el Parc Natural de l'Alt Pirineu està situat majoritàriament a la riba esquerra.
També disfruten d'una protecció especial la serra de Boumort, la serra de Carreu, la serra del Montsec i l'Aiguabarreig Segre-Noguera Pallaresa, això com l'estany de Montcortès.

## Imatges
- El riu davant del Santuari de Montgarri, a la Vall d'Aran
- El riu en entrar al Pallars Jussà, passat Collegats
- La Noguera Pallaresa, entre el Pont de Claverol (al fons) i la Pobla de Segur
- El riu al seu pas pel pantà dels Terradets, a Cellers
- El riu al seu pas pel pantà de Camarasa